# Baryceros breviatorius
Baryceros breviatorius är en stekelart som först beskrevs av Fabricius 1804.  Baryceros breviatorius ingår i släktet Baryceros och familjen brokparasitsteklar. Inga underarter finns listade.